# سوخت روغن‌نباتی

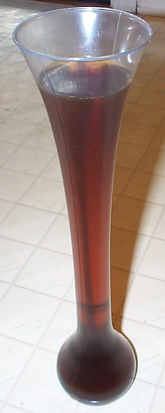
پسماند روغن‌نباتی که پالایش شده است

سوخت روغن گیاهی گونه‌ای سوخت جایگزین است که از دانه‌های روغنی بدست می‌آید و در موتورهای دیزلی و برای سوزانندگان روغن گرمایشی کاربرد دارد.برای کاربری در موتورهایی که برای سوزاندن سوخت دیزل طراحی شده‌اند، گرانروی سوخت روغن گیاهی باید کاهش یابد تا ریزسازی سوخت به راحتی انجام گیرد و عامل سوزندگی ناقص و فراوری کربن که به موتور آسیب می‌رسانند، از میان برود.بسیاری از صاحب‌نظران عقیده دارند که اگر این روغن از پسماندهای روغن گیاهی که توسط غذاخوری‌ها بدور انداخته می‌شود یا روغن‌های گیاهی خالص بدست آید، می‌توان آن را جدا از بیودیزل بحساب آورد.